# Acridocarpus mayumbensis
Acridocarpus mayumbensis är en tvåhjärtbladig växtart som beskrevs av M.L. Gonçalves och E. Launert. Acridocarpus mayumbensis ingår i släktet Acridocarpus och familjen Malpighiaceae. Inga underarter finns listade i Catalogue of Life.